# Jablonné v Podještědí
Jablonné v Podještědí é uma cidade checa localizada na região de Liberec, distrito de Liberec.